# Orectognathus
Orectognathus es un género de hormigas perteneciente a la familia Formicidae, categorizado en la tribu Attini. Fue descrito por Smith en 1854.

## Especies
- Orectognathus alligator Taylor, 1980
- Orectognathus antennatus Smith, 1854
- Orectognathus biroi Szabó, 1926
- Orectognathus chyzeri Emery, 1897
- Orectognathus clarki Brown, 1953
- Orectognathus coccinatus Taylor, 1980
- Orectognathus csikii Szabó, 1926
- Orectognathus darlingtoni Taylor, 1977
- Orectognathus echinus Taylor & Lowery, 1972
- Orectognathus elegantulus Taylor, 1977
- Orectognathus horvathi Szabó, 1926
- Orectognathus howensis Wheeler, 1927
- Orectognathus hystrix Taylor & Lowery, 1972
- Orectognathus kanangra Taylor, 1980
- Orectognathus longispinosus Donisthorpe, 1941
- Orectognathus mjobergi Forel, 1915
- Orectognathus nanus Taylor, 1977
- Orectognathus nigriventris Mercovich, 1958
- Orectognathus parvispinus Taylor, 1977
- Orectognathus phyllobates Brown, 1958
- Orectognathus robustus Taylor, 1977
- Orectognathus roomi Taylor, 1977
- Orectognathus rostratus Lowery, 1967
- Orectognathus sarasini Emery, 1914
- Orectognathus satan Brown, 1953
- Orectognathus sexspinosus Forel, 1915
- Orectognathus szentivanyi (Brown, 1958)
- Orectognathus velutinus Taylor, 1977
- Orectognathus versicolor Donisthorpe, 1940